# Juan de Hornes
Juan de Hornes (1450 - † Maastricht, 18 de diciembre de 1505) fue príncipe-obispo de Lieja desde 1483 hasta su muerte, en 1505.

## Biografía
Juan era el hijo mayor de Santiago I, conde de Hornes y Jeanne, condesa de Die.
Fue canónigo de san Lamberto y el preboste de la colegiata de Saint-Denis.
Después de la muerte de Luis de Borbón en una batalla dirigida por Guillermo de Mark, y la tentativa de este último para hacer elegir a su hijo Juan el 14 de septiembre de 1482 como príncipe-obispo, el principado conoció unos meses de inestabilidad. Las tropas del ducado de Brabante atacaron las Bones Viles de Borgloon, Tongeren, Hasselt y Herk-de-Stad, e incendiaron Haspengouw, el granero del principado.
Guillermo fue vencido en enero de 1483 por Brabante, y el 17 de diciembre el papa Sixto IV nombró a Juan de Hornes príncipe-obispo de Lieja, lo que alentó la rivalidad entre las familias de Hornes y de Mark. El 10 de abril, se firmó en Huy un tratado de paz entre el ducado de Brabante y el principado.
Según este tratado, la primera misión del nuevo príncipe consistía en la reparación de los estragos causados por los dos años de guerra al final del episcopado de su predecesor, Luis de Borbón. También se negoció con Felipe I de Castilla para que éste reconociera la neutralidad del principado de Lieja, en una tentativa de protegerlo contra más destrucción y guerras.
El 5 de abril de 1487 se firmó en la abadía de Santiago en Lieja la paz de Santiago. En este tratado se plasmaron todos los derechos, leyes y costumbres del principado, lo que contribuyó a la seguridad jurídica de la población y el florecimiento de la industria y de las artes.

### Citas
1. 1 2  Mélard, Claude (22 de enero de 2013). «Le péril bourguignon». Chronologie de la principauté de Liége (en francés). Archivado desde el original el 1 de abril de 2016. Consultado el 30 de marzo de 2014.
2. ↑  Janssen, Jean (2000). Sous la crosse, évolution socio-politique, économique et culturelle du Pays de Liège (en francés). Bruselas. pp. 86-90.